# فرودگاه صحرایی آتسونومیا
فرودگاه صحرایی آتسونومیا (به انگلیسی: Utsunomiya Air Field) یک فرودگاه نظامی است که یک باند فرود بتن دارد و طول باند آن ۱۷۰۰ متر است. این فرودگاه در شهر اوتسونومیا کشور ژاپن قرار دارد .